# Teslić
Teslić (en serbe cyrillique : Теслић) est une ville et une municipalité de Bosnie-Herzégovine située dans la république serbe de Bosnie. Selon les premiers résultats du recensement bosnien de 2013, la ville intra muros compte 7 518 habitants et la municipalité 41 904.
Sur le territoire de Teslić se trouve la station thermale de Banja Vrućica.

## Géographie
Teslić est située au nord de la Bosnie-Herzégovine, dans la partie occidentale de la république serbe de Bosnie. La ville est située au bord de la rivière Usora. Le point culminant de la municipalité est le mont Borja, qui s'élève à 1 150 m d'altitude.

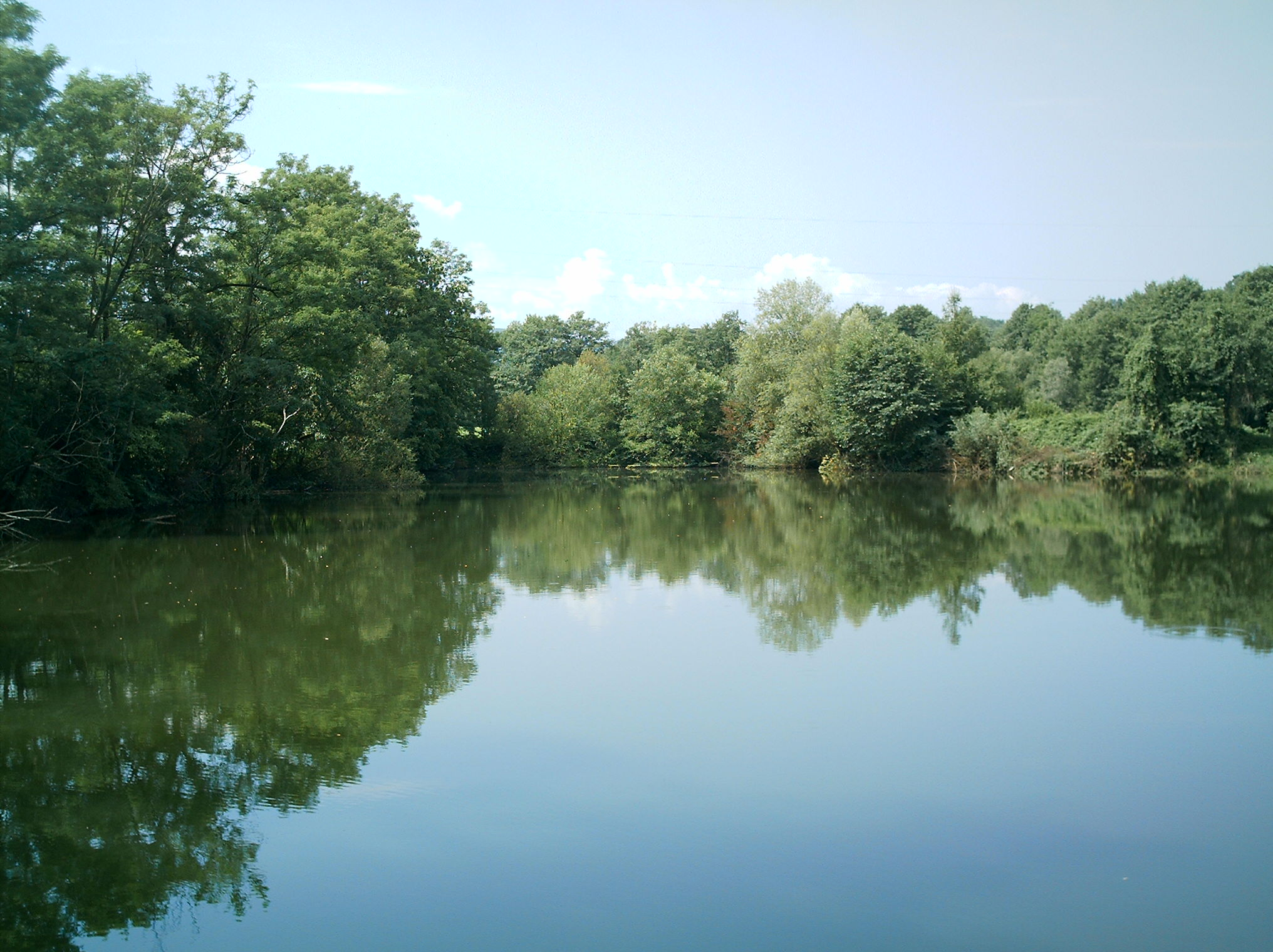
Le lac de Gomjenica

## Histoire
Durant la période sous occupation par l'Autriche-Hongrie (1878-1918), un bureau de poste militaire et une station télégraphique ont été ouverts.

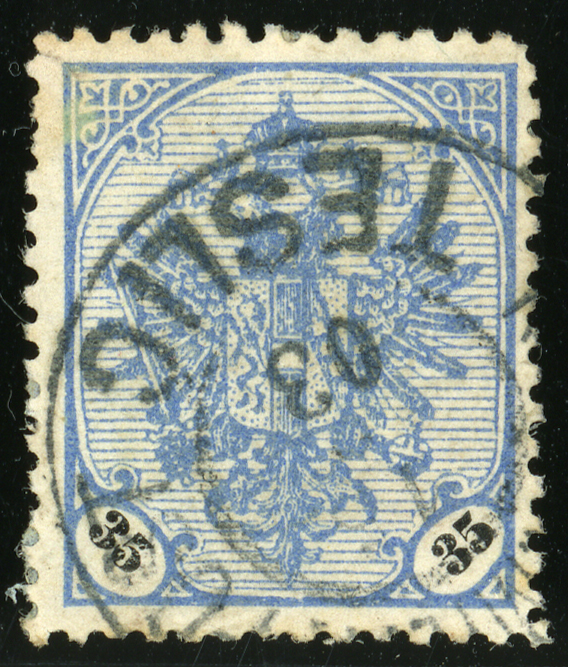
Timbre de Bosnie-Herzégovine, oblitéré à TESLIĆ en 1903

## Localités

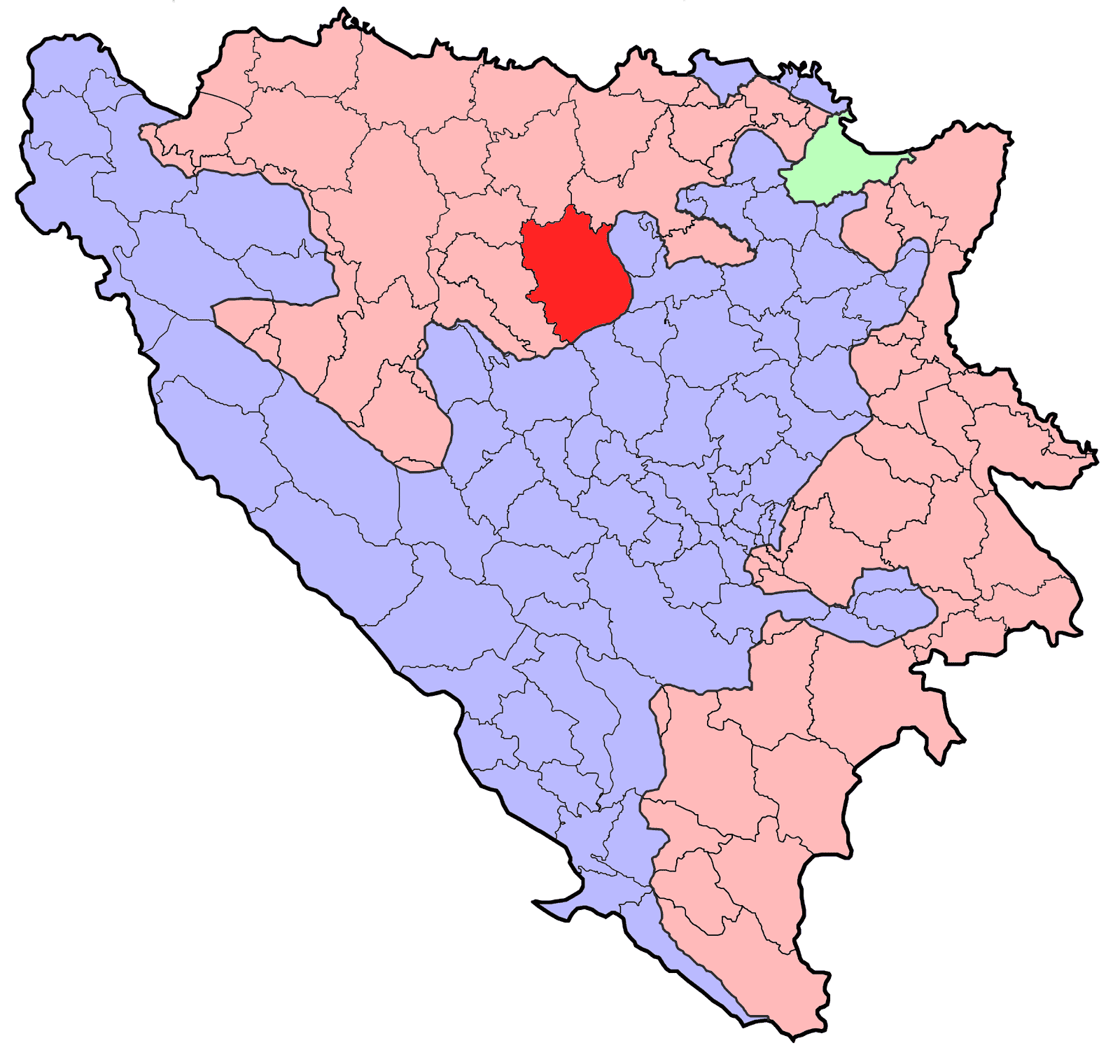
Localisation de la municipalité de Teslić en Bosnie-Herzégovine

La municipalité de Teslić compte 57 localités :
| - Banja Vrućica - Bardaci - Barići - Bijelo Bučje - Blatnica - Blaževci - Brezove Dane - Brić - Buletić - Čečava - Donji Očauš - Donji Ranković - Donji Ružević - Dubrave - Đulići | - Džimilić Planje - Gomjenica - Gornja Radnja - Gornja Vrućica - Gornje Liplje - Gornji Očauš - Gornji Ranković - Gornji Ružević - Gornji Teslić - Jasenova - Jezera - Kalošević - Kamenica - Komušina Donja - Komušina Gornja | - Kopice - Kuzmani - Lončari - Lugovi - Mladikovine - Mrkotić - Orašje Planje - Osivica - Papratnica - Parlozi - Piljužići - Pribinić - Radešići - Rajševa - Rastuša | - Rudo Polje - Slatina - Stenjak - Studenci - Šnjegotina Gornja - Teslić - Ugodnovići - Ukrinica - Vitkovci - Vlajići - Vrela - Žarkovina |

## Démographie

### Villeintra muros

#### Évolution historique de la population dans la villeintra muros
| 1948 | 1953 | 1961  | 1971  | 1981  | 1991  | 2013  |
| ---- | ---- | ----- | ----- | ----- | ----- | ----- |
| -    | -    | 3 803 | 4 874 | 6 660 | 8 665 | 7 518 |

|  |

### Municipalité

#### Évolution historique de la population dans la municipalité
| 1971   | 1981   | 1991   | 2013   |
| ------ | ------ | ------ | ------ |
| 52 713 | 60 434 | 59 854 | 41 904 |

#### Répartition de la population par nationalités dans la municipalité (1991)
En 1991, sur un total de 59 854 habitants, la population se répartissait de la manière suivante :

## Politique
À la suite des élections locales de 2012, les 29 sièges de l'assemblée municipale se répartissaient de la manière suivante, :
| Parti                                               | Sièges |
| --------------------------------------------------- | ------ |
| Parti démocratique serbe (SDS)                      | 8      |
| Alliance des sociaux-démocrates indépendants (SNSD) | 6      |
| Parti démocratique national (NDS)                   | 4      |
| Parti socialiste (SP)                               | 2      |
| Parti du progrès démocratique (PDP)                 | 2      |
| Parti radical serbe (SRS)                           | 2      |
| Parti d'action démocratique (SDA)                   | 2      |
| Alliance démocratique nationale (DNS)               | 1      |
| Parti social démocrate (SDP)                        | 1      |
| Parti pour la Bosnie-Herzégovine (SBiH)             | 1      |

Milan Miličević, membre du Parti démocratique serbe (SDS), a été élu maire de la municipalité,.

## Tourisme

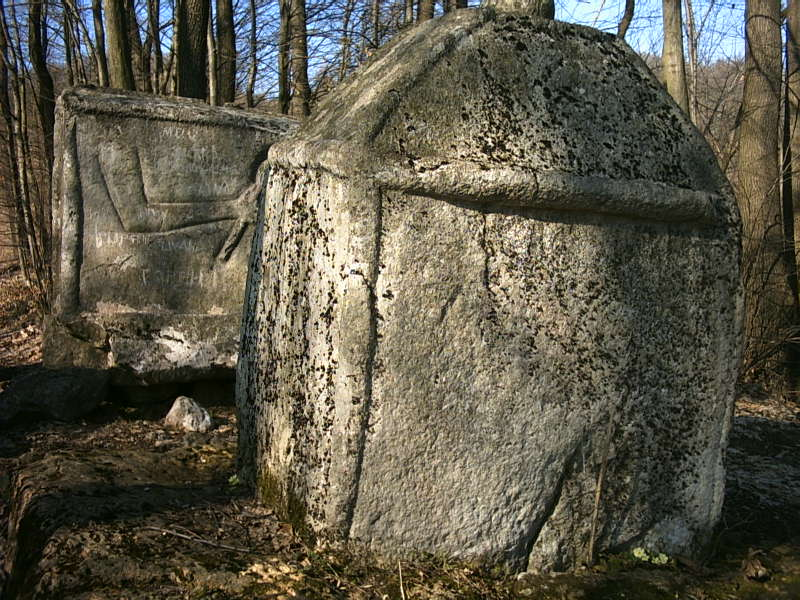
Les stećci du voïvode Momčilo à Vrućica

## Personnalités
L'architecte Uglješa Bogunović (1922-1994), qui a participé à la construction de la Tour de télévision du mont Avala, est né à Teslić. Le handballeur serbe Dobrivoje Marković est né en 1986 dans la ville.
Autres :
- Borislav Đurđević
- Pahomije Gačić
- Gradimir Kragić
- Boško N. Petrović
- Borki Predojević, joueur d'échecs